# Tall Barmī
Tall Barmī (persiska: تل برمی) är en ort i Iran.   Den ligger i provinsen Khuzestan, i den centrala delen av landet, 500 km söder om huvudstaden Teheran. Tall Barmī ligger 156 meter över havet och antalet invånare är 733.
Terrängen runt Tall Barmī är huvudsakligen platt, men åt nordost är den kuperad. Runt Tall Barmī är det ganska tätbefolkat, med 58 invånare per kvadratkilometer. Närmaste större samhälle är Rāmhormoz, 4,6 km norr om Tall Barmī. Trakten runt Tall Barmī består till största delen av jordbruksmark.